# Alex Grant (Leichtathlet)

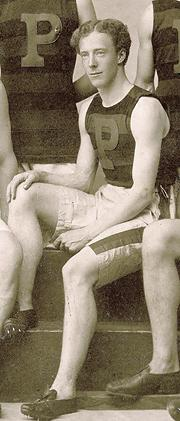
Alex Grant bei den Olympischen Spielen 1900

Alex Grant (eigentlich Alexander Grant Jr.; * 16. April 1874 in St. Marys; † 13. Oktober 1946 in Narberth, Pennsylvania) war ein kanadischer Mittel- und Langstreckenläufer.
Als Student der University of Pennsylvania wurde er 1899 US-amerikanischer Meister im Meilenlauf und, gemeinsam mit seinem Bruder Dick Grant, im Fünf-Meilen-Lauf.
Im darauffolgenden Jahr wurde er als US-Meister über 880 Yards und im Zwei-Meilen-Hindernislauf von seiner Universität für die Olympischen Spiele 1900 in Paris nominiert. Ebenso wie sein Bruder Dick, der von der Harvard University entsandt wurde und im Marathon antrat, wurde er offiziell dem US-Team zugeordnet. In Paris schied Alex Grant über 800 m im Vorlauf aus. Über 4000 m Hindernis erreichte er nicht das Ziel. Angeblich soll er auf einen Start im 1500-Meter-Lauf verzichtet haben, weil dessen Finale an einem Sonntag stattfand (viele Teilnehmer der Spiele in Paris weigerten sich aus religiösen Gründen, am Sonntag Wettkämpfe zu bestreiten).
Trotz dieser eher enttäuschenden olympischen Resultate feierte Alex Grant weiterhin Erfolge auf nationaler Ebene: Von 1901 bis 1903 wurde er dreimal US-Meister im Meilenlauf. Weitere US-Meistertitel errang er 1902 über fünf Meilen und 1903 sowie 1904 über zwei Meilen.